# Андрей Аршавин
Андрей Аршавин (на руски: Андрей Сергеевич Аршавин, роден на 30 май 1981 г. в Ленинград, СССР) е бивш руски футболист и национал на Русия. Играе най-често като втори нападател или като атакуващ халф. Най-отличаващите се черти в играта му са добрият контрол, визия, сътворяване на играта и скорост.

## Кариера
Андрей Аршавин е завършил в Спортното училище „Смена“ в Санкт Петербург. В периода 1999 – 2000 година играе във втория отбор на Зенит във Втора Руска Дивизия.
През 2000 г. вече е налаган в първия състав. Тогава той играе на няколко различни позиции, но най-често бива използван като десен халф, после Аршавин играе като атакуващ халф и втори нападател, играещ по крилото или плътно зад централния нападател. Първия си гол за Зенит вкарва през 2001, срещу ЦСКА Москва. Печелил е наградата за Най-добър играч на сезона, заради добрата му игра на три различни позиции на терена. През 2007 г. Аршавин участва във всичките 30 шампионатни мача за Зенит, в които вкарва 10 гола и прави 11 асистенции. Този резултат се оказва решаващ, тъй като Зенит печели шампионата на Русия, за първи път от 1984 г., когато СССР още съществува. Участва на Евро 2008. След като печели Купата на УЕФА със Зенит е искан от много европейски грандове. В началото на 2009 е купен от Арсенал.
На 2 февруари 2009 Андрей Аршавин след дълга трансферна драма подписва договор с английския отбор Арсенал за сумата от 14 млн. паунда. Договорът на Аршавин важи до 2012 г. . Аршавин бързо се налага в стартовия състав на Арсенал. Най-често играе като ляво крило. Най-добрият му мач е срещу Ливърпул, когато той вкарва 4 попадения. На 2 май 2009, в мач срещу Портсмут, Андрей излиза с капитанската лента на Арсенал. Става играч на месец април 2009. Така Аршавин става вторият руснак, печелил тази награда. Първият е Андрей Канчелскис. На 26 август 2009 вкарва първия си гол в Шампионската лига срещу Селтик. На 5 декември 2009 влиза в Клуб 100, като вкарва на Сток Сити.
Първия си гол за 2010 вкарва на 20 януари срещу Болтън. През март вкарва 2 гола в 6 срещи. На 21 август вкарва дузпа на Блакпул при разгромната победа с 6:0. След това вкарва два гола на Блекбърн. През 2010/11 има проблеми с травма и все по-често остава на пейката. Въпреки това, той е играчът с най-много асистенции за Арсенал през сезона – 11. Записва добри мачове срещу Спортинг Брага и Партизан Белград. На 1 февруари 2011 вкарва гол на Евертън, който се оказва и победен.
Според много спортни сайтове играчът ще напусне „артилеристите“, но той отрича тези твърдения. През сезон 2011/12 той съвсем губи мястото си в отбора и единственото, с което ще се запомни са няколко асистенции.
На 25 февруари 2012 Аршавин се връща в Зенит под наем до края на сезона.
Дебютира на 3 март срещу ЦСКА Москва. Първия си гол вкарва в края на април срещу ЦСКА Москва, а в следващия мач срещу Кубан също се разписва. В Зенит Андрей успява да възвърне формата си и печели шампионската титла. Въпреки това, Зенит решават да не го закупуват.
След като се връща в Арсенал, Аршавин почти не играе и записа малко мачове в състава на „артилеристите“. През април 2013 се появява информация, че преминава под наем до края на сезона в Хазар (Ленкоран), като за двумесечния си престой там ще вземе 4 милиона евро, но това се оказва само слух. След края на сезона договорът му изтича.
На 27 юни 2013 подписва договор за две години със Зенит. Третият му престой в тима обаче е разочароващ.

## Кариера в националния отбор
Андрей Аршавин прави дебюта си за Русия на 17 май 2002 г. в мач срещу Беларус. На 24 март 2007 г. в евроквалификация срещу Естония извежда тима с капитанската лента на ръката си. Включен е в групата от 23 футболисти за Евро 2008 в Австрия и Швейцария от треньорът Гюс Хидинк, въпреки че за първите два мача в груповата фаза е наказан. В третия решителен мач срещу Швеция Аршавин се завръща с гол за 2 – 0, с който класира Русия на четвъртфиналите. Във фазата на преките елиминации Русия се изправя срещу Холандия. В този мач Андрей Аршавин показва невероятна игра и вкарва гол за 1 – 3, с който Русия елиминира Холандия и се класира на полуфиналната фаза, където отпада от бъдещия еврошампион Испания. От 2009 Аршавин е капитан на Русия и е неизменна част от състава. Участва на Евро 2012, където е капитан на отбора. Записва 2 асистенции, но Русия отпада още в груповата фаза. Малко след отпадането на „сборная“ от турнира Аршавин казва, че отпадането на Русия е проблем на феновете, а не на футболистите, с което си навлича гнева на руските привърженици. След края на Евро 2012 не е викан в „Сборная“.

## Като коментатор
От 2018 г. е коментатор на Матч ТВ.

## Статистика

### Клубна кариера
| Клуб              | Сезон             | Шампионат | Шампионат | Шампионат  | Купа   | Купа   | Купа       | Евротурнири | Евротурнири | Евротурнири | Други  | Други  | Други      | Общо   | Общо   | Общо       |
| Клуб              | Сезон             | Мачове    | Голове    | Асистенции | Мачове | Голове | Асистенции | Мачове      | Голове      | Асистенции  | Мачове | Голове | Асистенции | Мачове | Голове | Асистенции |
| ----------------- | ----------------- | --------- | --------- | ---------- | ------ | ------ | ---------- | ----------- | ----------- | ----------- | ------ | ------ | ---------- | ------ | ------ | ---------- |
| Зенит             | 2000              | 10        | 2         | 1          | 1      | 0      | 0          | 3           | 0           | 0           | —      | —      | —          | 14     | 2      | 1          |
| Зенит             | 2001              | 29        | 4         | 8          | 5      | 1      | 2          | 0           | 0           | 0           | —      | —      | —          | 34     | 5      | 10         |
| Зенит             | 2002              | 30        | 4         | 7          | 3      | 0      | 2          | 4           | 2           | 5           | —      | —      | —          | 37     | 6      | 14         |
| Зенит             | 2003              | 27        | 5         | 10         | 3      | 0      | 2          | 0           | 0           | 0           | —      | —      | —          | 30     | 5      | 12         |
| Зенит             | 2004              | 26        | 5         | 8          | 4      | 2      | 1          | 8           | 4           | 1           | —      | —      | —          | 38     | 12     | 10         |
| Зенит             | 2005              | 29        | 9         | 8          | 4      | 2      | 1          | 8           | 4           | 1           | —      | —      | —          | 41     | 15     | 10         |
| Зенит             | 2006              | 28        | 7         | 13         | 4      | 0      | 1          | 0           | 0           | 0           | —      | —      | —          | 32     | 7      | 14         |
| Зенит             | 2007              | 30        | 10        | 13         | 2      | 1      | 4          | 14          | 4           | 10          | —      | —      | —          | 46     | 15     | 27         |
| Зенит             | 2008              | 27        | 6         | 8          | 1      | 1      | 0          | 6           | 1           | 1           | 2      | 1      | 1          | 36     | 9      | 11         |
| Общо              | Общо              | 236       | 51        | 77         | 27     | 7      | 13         | 43          | 15          | 18          | 2      | 1      | 1          | 308    | 76     | 109        |
| Арсенал           | 2008/09           | 12        | 6         | 7          | 3      | 0      | 2          | 0           | 0           | 0           | 0      | 0      | 0          | 15     | 6      | 9          |
| Арсенал           | 2009/10           | 30        | 10        | 2          | 1      | 0      | 0          | 8           | 2           | 5           | 0      | 0      | —          | 39     | 12     | 7          |
| Арсенал           | 2010/11           | 37        | 6         | 11         | 9      | 1      | 4          | 6           | 3           | 2           | 0      | 0      | —          | 52     | 10     | 17         |
| Арсенал           | 2011/12           | 19        | 1         | 3          | 3      | 1      | 1          | 5           | 0           | 0           | 0      | 0      | 0          | 27     | 2      | 1          |
| Общо              | Общо              | 98        | 23        | 20         | 16     | 2      | 7          | 19          | 5           | 7           | 0      | 0      | 0          | 133    | 30     | 34         |
| Зенит             | 2011/12           | 10        | 3         | 4          | 1      | 0      | 0          | 0           | 0           | 0           | 0      | 0      | 0          | 11     | 3      | 4          |
| Общо              | Общо              | 10        | 3         | 4          | 1      | 0      | 0          | 0           | 0           | 0           | 0      | 0      | 0          | 11     | 3      | 4          |
| Арсенал           | 2012/13           | 7         | 0         | 0          | 2      | 1      | 4          | 2           | 0           | 0           | 0      | 0      | 0          | 11     | 1      | 4          |
| Общо              | Общо              | 7         | 0         | 0          | 2      | 1      | 4          | 2           | 0           | 0           | 0      | 0      | 0          | 11     | 1      | 4          |
| За цялата кариера | За цялата кариера | 353       | 77        | 101        | 42     | 8      | 24         | 70          | 20          | 27          | 2      | 1      | 1          | 465    | 105    | 151        |

## Успехи

### Зенит
Руска Премиер лига2007,2011-2012,2014-2015
Купа на руската лига2003
Руска супер купа2008
Лига Европа2007-2008
Суперкупа на УЕФА2008

### Кайрат
Казахстанската купа2017,2018
Казахстанската Суперкупа2017

### Индивидуални
Шесто място за златната топка2008
Играч на месеца във Английската висша лигаАприл 2009
Футболист на годината в Русия2006
Отбор на турнира за УЕФА2008
Играч на мача във финала на УЕФА Лига Европа
Играч на месеца в Казахстанската лигаЮли 2016, Септември 2016
Играч на годината в Казахстанската лига2016